# 城之崎
城之崎（きのさき）は、静岡県磐田市の地名。現行行政地名は城之崎一丁目から城之崎四丁目。

## 地理
磐田市東部に位置する。南北に細長い町域を持ち、北で見付、東で安久路及び西貝塚、南で鳥之瀬、西で今之浦と隣接する。

## 歴史

### 地名の由来
戦国時代には築城計画があったが、水の便が悪いなどの理由から浜松に移されることになった。城之崎の「城」の字は、その築城計画があったことからついたと考えられるが、「崎」の字の理由としては大昔の城之崎は海に面した岬だったからとうかがえる。　

## 世帯数と人口
2018年（平成30年）11月30日現在の世帯数と人口は以下の通りである。
| 丁目         | 世帯数  | 人口    |
| ------------ | ------- | ------- |
| 城之崎一丁目 | 225世帯 | 537人   |
| 城之崎二丁目 | 162世帯 | 378人   |
| 城之崎三丁目 | 75世帯  | 192人   |
| 城之崎四丁目 | 194世帯 | 493人   |
| 計           | 656世帯 | 1,600人 |

## 交通

### バス
- 遠鉄バス
  - 25城之崎線（磐田駅 方面 - ）城之崎西 - 城之崎 - 城之崎東（ - 磐田営業所 方面）

### デマンド型乗合タクシー
磐田市デマンド型乗合タクシー「お助け号」磐田東部線が町内全域をカバーしている。なお、利用には利用登録を行い乗車前に電話での事前予約が必要。日祝日と年末年始は運休。

### 道路
県道
- 静岡県道258号豊浜磐田線

## 施設
- 磐田東中学校・高等学校 - 見付と跨った敷地を持つ。
- 福王寺

## その他

### 日本郵便
- 郵便番号 : 438-0084[2]（集配局：磐田郵便局[4]）。

### 警察
町内の警察の管轄区域は以下の通りである。
| 番・番地等 | 警察署     | 交番・駐在所 |
| ---------- | ---------- | ------------ |
| 全域       | 磐田警察署 | 磐田駅前交番 |

## 参考資料
- 昭文社出版『ライトマップル・シティ版　浜松市道路地図』